# Afrikaans-Euraziatische overeenkomst over watervogels
De Afrikaans-Euraziatische overeenkomst over watervogels (Engels: Agreement on the Conservation of African-Eurasian Migratory Waterbirds ofwel African-Eurasian Waterbird Agreement (AEWA)) is het omvangrijkste verdrag dat valt onder de Conventie van Bonn.
Op 16 juni 1995 werd het verdrag getekend in Den Haag. Op 1 november 1999 trad het verdrag in werking, toen ten minste veertien staten binnen het relevante gebied – zeven landen uit Afrika en zeven landen uit West-Azië en Europa – het hadden geratificeerd. Inmiddels hebben 118 landen en de Europese Unie zich bij het verdrag aangesloten.
Het verdrag regelt de bescherming van 255 trekkende vogelsoorten die geheel of gedeeltelijk afhankelijk zijn van moerasgebieden (wetlands). Het betreft duikers, futen, pelikanen, aalscholvers, reigers, ooievaars, rallen, ibissen, lepelaars, flamingo's, eenden, zwanen, ganzen, kraanvogels, waadvogels, meeuwen, sterns, keerkringvogels, alken, fregatvogels en zelfs de zwartvoetpinguïn.